# Лифорд
Лифорд (енгл. Lifford, ир. Leifear) је град у Републици Ирској, у северном делу државе. Град је у саставу округа округа Донегол и представља његово седиште, али не и највећи град (то је Летеркени).

## Природни услови
Град Лифорд се налази у северном делу ирског острва и Републике Ирске и припада покрајини Алстер. Град је удаљен 215 километара северозападно од Даблина. Град се налази на самој граници са Северном Ирском, од које је дели река Фојл. На другој обали налази се северноирски град Стребејн.
Лифорд је смештен у равничарском подручју Алстера, у долини реке Фојл. Надморска висина средишњег дела града је око 8 метара.
Клима: Клима у Лифорду је умерено континентална са изразитим утицајем Атлантика и Голфске струје. Стога град одликује блага и веома променљива клима.

## Историја
Подручје Лифорда било је насељено већ у време праисторије. Дато подручје је освојено од стране енглеских Нормана у крајем 12. века. Окружно седиште град постаје 1607. године, а тадашњи развој је везан за изградњу моста на реци.
Лифорд је од 1921. године у саставу Републике Ирске, када постаје погранично место. Опоравак града започео је тек последњих деценија, када је Лифорд поново забележио нагли развој и раст.

## Становништво
Према последњим проценама из 2011. године. Лифорд је имао свега 1,5 хиљаду становника у граду и око 5 хиљада у широј градској зони. Последњих година број становника у граду се повећава.

## Привреда
Лифорд је био традиционално средиште трговине и саобраћајно чвориште. 

## Збирка слика
- Протестантска црква
- Средишњи трг у Лифорду
- Градско приобаље
- Гранични прелаз